# 노진혁
노진혁(盧珍赫, 1989년 7월 15일 ~ )은 KBO 리그 롯데 자이언츠의 내야수이다.

## 아마추어 시절
광주동성고등학교 시절 김선빈, 서건창과 함께 호남 3대 유격수로 불리며 기대를 모았지만, 신인 지명을 받지 못하고 성균관대학교에 진학했다. 성균관대학교 1학년 때부터 주전 유격수로 출장했고 3학년이던 2010년에 2010년 세계 대학 야구 선수권 대회 국가대표로 발탁됐다. 4학년이었던 2011년에는 대통령기 전국대학야구대회 중앙대학교와의 결승전에서 동점 적시타를 쳐 내고 결승 득점을 하며 팀의 우승에 기여해 대회 수훈상을 수상했다.

## NC 다이노스시절
2012년 신인 드래프트를 통해 신생 팀 특별 우선 지명(전체 20순위)을 받아 입단했다.

### 2013년
스프링 캠프 때 수비와 타격이 모두 성장해 4월 2일 팀의 첫 개막 경기에서 선발 출장하며 데뷔 첫 경기를 치렀다. 4월 27일 두산 베어스전에서 데뷔 첫 홈런을 인사이드 더 파크 홈런으로 기록했다. 역대 6번째이자 팀 역대 첫 번째 인사이드 더 파크 홈런이었다. 7월 31일 SK전에서 전유수를 상대로 홈런을 쳐 냈고 이 홈런은 그의 담장을 넘긴 첫 홈런이었다.

### 2014년
시즌 26경기에 출전해 1할대 타율, 3안타, 1홈런, 2타점을 기록했다.

### 2015년
시즌 65경기에 출전해 7푼대 타율, 3안타, 2타점을 기록했다.

## 상무 야구단시절
2015년 시즌 후 노성호, 박으뜸과 함께 입대하였다.

## NC 다이노스복귀
2017년에 복귀했다.

### 2018년시즌
전역 후 첫 풀타임 시즌을 치뤘다. 주전 유격수로 활약했다.
시즌 125경기에 출전해 2할대 타율, 119안타, 11홈런, 42타점을 기록했다.

### 2019년시즌
전반기에 11홈런을 기록했다. 하지만 허벅지 부상의 여파로 7월에 1할대 타율을 기록했고 8월에는 안타를 하나도 기록하지 못했다.
시즌 110경기에 출전해 2할대 타율, 92안타(13홈런), 43타점, 장타율 0.454, 출루율 0.326를 기록했다. 유격수 중 김하성 다음으로 높은 장타율을 기록했다.

#### 2019년와일드카드 결정전
10월 3일 LG 트윈스와의 경기에 출전해 켈리를 상대로 홈런을 기록했고, 이는 팀의 유일한 득점이었다.
| 타율  | 경기 | 타수 | 득점 | 안타 | 2루타 | 3루타 | 홈런 | 루타 | 타점 | 도루 | 도실 | 볼넷 | 사구 | 삼진 | 병살 | 장타율 | 출루율 | 실책 |
| ----- | ---- | ---- | ---- | ---- | ----- | ----- | ---- | ---- | ---- | ---- | ---- | ---- | ---- | ---- | ---- | ------ | ------ | ---- |
| 0.250 | 1    | 4    | 1    | 1    | 0     | 0     | 1    | 4    | 1    | 0    | 0    | 0    | 0    | 0    | 0    | 1.000  | 0.250  | 0    |

### 2020년시즌
7월 9일 SK 와이번스와의 경기에서 이원준을 상대로 데뷔 첫 만루 홈런이자 시즌 7호 홈런을 기록했다.
10월 15일 KIA 타이거즈와의 경기에서 홍상삼을 상대로 만루 홈런이자 데뷔 첫 20홈런을 기록했다.
시즌 132경기에 출장해 2할대 타율, 117안타(20홈런), 82타점, 106삼진을 기록했다.

#### 2020년한국시리즈
6경기에 출장해 타율 0.150, 3안타, 4득점, 2볼넷, 5삼진을 기록했다.
- 기록

| 타율  | 경기 | 타수 | 득점 | 안타 | 2루타 | 3루타 | 홈런 | 루타 | 타점 | 도루 | 도실 | 볼넷 | 사구 | 삼진 | 병살 | 장타율 | 출루율 | 실책 |
| ----- | ---- | ---- | ---- | ---- | ----- | ----- | ---- | ---- | ---- | ---- | ---- | ---- | ---- | ---- | ---- | ------ | ------ | ---- |
| 0.150 | 6    | 20   | 4    | 3    | 0     | 0     | 0    | 3    | 0    | 0    | 0    | 2    | 1    | 5    | 0    | 0.150  | 0.261  | 1    |

### 2021년시즌
6월 타율 1위(0.406), 28안타 중 2루타 8개, 2홈런, 장타율 4위(0.609)를 기록했다. 전반기 66경기에 출장해 타율 0.324, 67안타(6홈런), 37타점, 출루율 0.413, 장타율 0.469를 기록했다. 10월 16일 LG 트윈스와의 경기에서 고우석을 상대로 데뷔 첫 끝내기 안타를 기록했다.
시즌 107경기에 출전해 2할대 타율, 95안타(8홈런), 58타점, 41득점, 장타율 0.420, 출루율 0.374를 기록했다. 후반기에는 허리 부상 여파로 인해 주로 3루수로 출전했다.

### 2022년시즌
팀의 주장으로 시즌을 시작했다.
정규시즌 개막 직전 코로나19에 걸리면서 4월 7일에서야 1군에 등록됐다. 7월 10일 엔트리에서 말소됐다. 전반기 타율 0.243, 44안타(5홈런), 28타점을 기록했다. 전반기 부진으로 인해 주장 직을 당시 같은 팀이었던 양의지에게 넘겼다.
후반기에 맹타를 휘둘렀고, 후반기 타율 0.312, 67안타(10홈런), 47타점으로 좋은 모습을 보여줬다,
시즌 2할대 타율, 111안타(15홈런), 75타점, 장타율 0.455, 출루율 0.353을 기록했다. 시즌 초에 타격 부진으로 여러번 2군으로 내려갔지만, 후반기에 맹타를 휘두르면서 타격에서 좋은 모습을 보여줬다. 수비에서는 3루수서로 465.1이닝, 유격수로서 441.1이닝을 출장했다.

## 롯데 자이언츠시절
2022년 11월 23일 계약 기간 4년, 계약금 22억, 연봉 24억, 옵션 4억 등 총액 50억원에 FA 계약을 체결하며 이적하였다.

## 등번호
- '52' (2013년 ~ 2014년, 2017년 ~ 현재 / NC 다이노스 & 롯데 자이언츠)
- '7' (2015년 / NC 다이노스)

## 출신 학교
- 광주대성초등학교
- 광주동성중학교
- 광주동성고등학교
- 성균관대학교

## 별명
- 안경을 쓰던 시절 공부를 잘 할 것 같아 보이고 모범생처럼 보여 '노검사'라고 불렸다.[11]

## 에피소드
- 그가 안경을 쓰게 된 이유는 광주동성고등학교 3학년 때 런다운 연습 중 눈에 공을 맞아 시력이 나빠져서였다. NC 다이노스 입단 후 첫 스프링 캠프 때 당시 감독이었던 김경문의 권유로 안경을 썼다.[12] 이러한 별명이 대중적으로 알려진 뒤 홈 경기에서 그가 타석에 들어갔음을 알리는 방송 메시지도 응원가의 원곡 제목과 결합하여 "멋쟁이 노검사"로 방송했다.[13]

## 배우자
- '손희령' (2014년 ~ 현재)[14]

## 주요 기록
| 기록 | 날짜            | 소속팀 | 상대팀 | 상대투수 | 구장 | 기타                                                         |
| --- | --------------- | ------ | ------ | -------- | ---- | ------------------------------------------------------------ |
| NC 다이노스 첫 인사이드 더 파크 홈런 통산 73번째 인사이드 더 파크 홈런 통산 6번째 데뷔 첫 홈런 인사이드 더 파크 홈런 | 2013년 4월 27일 | NC     | 두산   | 김선우   | 마산 | 종전 기록 : 2012년 5월 23일 오지환 종전 기록 : 2010년 김다원 |

## 통산 기록
| 연도 | 팀명   | 타율  | 경기 | 타수 | 득점 | 안타 | 2루타 | 3루타 | 홈런 | 루타 | 타점 | 도루 | 도실 | 볼넷 | 사구 | 삼진 | 병살 | 실책 |
| ---- | ------ | ----- | ---- | ---- | ---- | ---- | ----- | ----- | ---- | ---- | ---- | ---- | ---- | ---- | ---- | ---- | ---- | ---- |
| 2013 | NC     | 0.223 | 117  | 327  | 32   | 73   | 19    | 2     | 3    | 105  | 27   | 1    | 3    | 26   | 1    | 83   | 5    | 10   |
| 2014 | NC     | 0.188 | 26   | 16   | 3    | 3    | 0     | 0     | 1    | 6    | 2    | 0    | 1    | 0    | 0    | 7    | 0    | 0    |
| 2015 | NC     | 0.079 | 65   | 38   | 4    | 3    | 2     | 0     | 0    | 5    | 2    | 0    | 0    | 2    | 0    | 11   | 0    | 1    |
| 2017 | NC     | 0.286 | 4    | 7    | 2    | 2    | 1     | 0     | 0    | 3    | 0    | 0    | 0    | 0    | 0    | 1    | 0    | 0    |
| 2018 | NC     | 0.283 | 125  | 420  | 52   | 119  | 21    | 4     | 11   | 181  | 42   | 4    | 3    | 33   | 2    | 92   | 8    | 15   |
| 2019 | NC     | 0.264 | 110  | 348  | 51   | 92   | 23    | 2     | 13   | 158  | 43   | 0    | 1    | 31   | 2    | 80   | 7    | 5    |
| 2020 | NC     | 0.274 | 132  | 427  | 70   | 117  | 22    | 3     | 20   | 205  | 82   | 0    | 4    | 49   | 5    | 106  | 8    | 9    |
| 2021 | NC     | 0.288 | 107  | 330  | 41   | 95   | 22    | 0     | 8    | 141  | 58   | 1    | 1    | 42   | 5    | 90   | 3    | 8    |
| 2022 | NC     | 0.280 | 115  | 396  | 50   | 111  | 24    | 0     | 15   | 180  | 75   | 2    | 0    | 45   | 2    | 105  | 11   | 16   |
| 2023 | 롯데   | 0.257 | 113  | 334  | 43   | 86   | 26    | 1     | 4    | 126  | 51   | 7    | 2    | 45   | 3    | 84   | 3    | 11   |
| 2024 | 롯데   | 0.219 | 73   | 137  | 13   | 30   | 6     | 0     | 2    | 42   | 13   | 0    | 0    | 15   | 1    | 39   | 1    | 8    |
| 통산 | 11시즌 | 0.263 | 987  | 2780 | 361  | 731  | 166   | 12    | 77   | 1152 | 395  | 15   | 15   | 288  | 21   | 698  | 46   | 83   |